# Guettarda comata
Guettarda comata,  cacho de venado,   es una especie de planta con flor en la familia de las Rubiaceae.

## Distribución
Es endémica de Bolivia, Ecuador y de Perú. Está amenazada por pérdida de hábitat.

## Taxonomía
Guettarda comata fue descrita por Paul Carpenter Standley y publicado en Publications of the Field Museum of Natural History, Botanical Series 13(6): 116, en el año 1936.
Etimología
Guettarda: nombre genérico que fue nombrado en honor del naturalista francés del siglo XVIII Jean-Étienne Guettard.
comata: epíteto latíno que significa "peludo".